# Basse Santa Su
Basse Santa Su (normalt bare kaldet Basse) er en by i det østlige Gambia, der er hovedstad i landets Upper River Division og en vigtig handelsby for landet. Byen har et indbyggertal (pr. 2008) på cirka 18.000.
- Wikimedia Commons har flere filer relateret til Basse Santa Su